# Squatina tergocellatoides
Squatina tergocellatoides — акула з роду Акула-ангел родини Акулоангелові. Інша назва «акула-янгол Денді».

## Опис
Загальна довжина невідома, на думку дослідників може виростати до 90-100 см; голотип завдовжки 63 см. Голова помірно велика. Морда округла зі слабко бахромистими і короткими вусиками. Очі маленькі, містяться на верхній частині голови. За ними розташовані великі бризкальця. Відстань між очима і бризкальцями менше 1,5 діаметра ока. Носові клапани з маленькою бахромою. З боків голови присутні шкіряні складки з трикутними лопатями. На голові, по середині спини від голови до хвоста присутні маленькі зубчики. Рот широкий, розташовано у передній частині морди. Зуби невеличкі, гострі. У неї 5 пар зябрових щілин. Тулуб сильно сплощений. Грудні плавці доволі широкі, майже впритул торкаються черевних плавців. Має 2 маленьких спинних плавця у хвостовій частині. Черевні плавці витягнуті. Анальний плавець відсутній. Хвостовий плавець невеличкий.
Забарвлення сіро-коричневе або блідо-жовто-коричневе. На спині, плавцях і хвостовому стеблі присутні темні плями.

## Спосіб життя
Тримається на глибинах від 100 до 300 м. Зустрічається у прибережній зоні. Воліє до піщаного та мулистого ґрунту. Тут ховається, чатуючи на здобич. активна вночі, підіймаючись до поверхні. Живиться дрібною костистою рибою, ракоподібними і молюсками.
Це яйцеживородна акула. Народжені акуленята завдовжки 30 см.

## Розповсюдження
Мешкає біля о. Тайвань та в Тайванській протоці.